# TheWrap
TheWrap — американский новостной вебсайт, освещающий индустрию развлечений. Был основан Шэрон Ваксман в 2009 году.

## Награды
TheWrap получил множество наград, в том числе стал лучшим вебсайтом в 2018 году на церемонии вручения наград SoCal Journalism Awards от LA Press Club. В том же году он получил награду как лучший развлекательный вебсайт на премии National Arts and Entertainment Journalism (NAEJ). В 2016 году NAEJ наградили сайт за художественную фотографию и блог Шэрон Ваксман под названием WaxWord, а также присудили второе место в номинациях «Best Entertainment Website» и «Entertainment Publication». В 2009 и 2012 годах TheWrap стал лучшим новостным сайтом.
В ноябре 2019 года TheWrap был номинирован на 12-ю ежегодную премию от Los Angeles Press Club в области журналистики по искусству и развлечениям, в том числе как лучший вебсайт.